# عبد القادر المراغي
عبد القادر بن عيني المراغي (ت. 838 هـ / 1435 م) موسيقي، ولد في مراغة ، إيران و توفي بشيراز.

## آثاره
من آثاره:
- مقاصد الألحان في تأليف النغم والأوزان.
- جامع الألحان.
- كنز الألحان في علم الأدوار.[2]

وذكر آغا بزرك الطهراني أن تآليفه كلها فارسية.

## روابط خارجية
- عبد القادر المراغي على موقع IMDb (الإنجليزية)
- عبد القادر المراغي على موقع ميوزك برينز (الإنجليزية)
- عبد القادر المراغي على موقع ديسكوغز (الإنجليزية)